# Đào Xuân Thu
Đào Xuân Thu biệt danh Vũ Thắng (4 tháng 12 năm 1927 – 18 tháng 9 năm 2022) là một thiếu tướng của Quân đội Nhân dân Việt Nam, nguyên Phó tư lệnh binh chủng Tăng – Thiết Giáp, Phó tư lệnh quân đoàn 21.

## Khen thưởng
- Huân chương Lao động hạng Ba;
- Huân chương Quân công hạng Nhì;
- Huân chương Kháng chiến chống Pháp hạng Nhất;
- Huân chương Kháng chiến chống Mỹ, cứu nước hạng Nhất;
- Huy chương Chiến công hạng Nhất, Nhì, Ba;
- Huy chương Chiến sĩ vẻ vang hạng Nhất, Nhì, Ba;
- Huy chương Quân kỳ Quyết thắng;
- Huy hiệu 70 năm tuổi Đảng.